# Troy Donockley
Troy Donockley (ur. 30 maja 1964 w  Workington) – brytyjski kompozytor, multiinstrumentalista i producent muzyczny. Występował z wieloma muzykami. Jako solista wydał trzy albumy studyjne. Znany jest z fińskiego zespołu – Nightwish, w którym między innymi grał na Uilleann pipes i Tin whistle.

## Życiorys
Rodzice Troya Donockleya byli także muzykami i grali w zespole Travelling Country. Donockley dołączył do grupy w wieku 16 lat. W 1987 założył zespół celtycki, You Slosh. Później został członkiem progresywnej grupy rockowej Iona. W 2008 razem z komikiem Adrianem Edmonsonem założył zespół The Bad Shepherds, w którym grał piosenki punk rock i new wave, interpretowane przy pomocy instrumentów ludowych.
Ponadto grał gościnnie na albumach takich artystów, jak: Dave Bainbridge, Barbara Dickson, Midge Ure, Maddy Prior, Roy Harper, Del Amitri, Status Quo, Kamelot i Mostly Autumn. Muzykę Donockleya można usłyszeć w filmach dokumentach i kinowych. Między innymi w Robin Hood czy Żelazny rycerz.
W 2007 rozpoczął współpracę z fińską grupą Nightwish. Na albumach: Dark Passion Play i Imaginaerum zagrał jeszcze gościnnie, jednak w październiku 2013 został już prawowitym członkiem zespołu. Na płycie Endless Forms Most Beautiful, wydanej w 2015, Donockley gra na takich instrumentach muzycznych, jak irlandzkie buzuki i bodhrán.
Razem z Tuomasem Holopainenem i Johanną Kurkelą założył w 2011 grupę Auri. Z powodu innych obowiązków członków zespołu prace nad debiutanckim albumem Auri trwały aż do 2017. Płyta ukazała się 23 marca 2018.

## Dyskografia
jako artysta solowy
- 1998: The Unseen Stream
- 2003: The Pursuit of Illusion
- 2009: The Madness of Crowds

z zespołem Auri
- 2018: Auri

z Ayreon
- 2013: The Theory of Everything

z The Bad Shepherds
- 2009: Yan, Tyan, Tethera, Methera!
- 2010: By Hook or by Crook
- 2013: Mud, Blood & Beer

z Dave’em Bainbridge’em
- 2005: When Worlds Collide
- 2005: From Silence

z Barbarą Dickson
- 2004: Full Circle
- 2008: Time and Tide
- 2011: Words Unspoken
- 2013: To Each & Everyone

z Ioną
- 1991: Iona
- 1992: The Book of Kells
- 1993: Beyond These Shores
- 1996: Journey into the Morn
- 2000: Open Sky
- 2006: The Circling Hour

z Midge Ure
- 2006: Duet

z Nightwish
- 2007: Dark Passion Play
- 2011: Imaginaerum
- 2015: Endless Forms Most Beautiful
- 2020: Human. :II: Nature.

z Maddy Prior
- 1997: Flesh and Blood
- 1999: Ravenchild
- 2000: Ballads and Candles
- 2001: Arthur the King
- 2003: Lionheart

z You Slosh
- 1989: Glorious Racket
- 1991: Lift Me Up